# Punkt graniczny
Punkt graniczny – punkt określający przebieg granicy nieruchomości, a właściwie punkt załamania granicy między działkami ewidencyjnymi.
Na jego podstawie określana jest granica pomiędzy działkami, obrębami, jednostkami ewidencyjnymi, gminami, powiatami, województwami a także granica państwa. Materializowany w terenie za pomocą znaków granicznych (graniczników). Punkt graniczny jest obiektem bazy danych ewidencja gruntów i budynków (EGiB) i państwowego rejestru granic i powierzchni jednostek podziałów terytorialnych kraju (PRG).
Atrybuty punktu granicznego w EGiB:
- geometria (punkt o współrzędnych prostokątnych płaskich)
- identyfikator EGiB
- oznaczenie w materiale źródłowym
- źródło danych o położeniu
- błąd położenia względem osnowy geodezyjnej 1 klasy
- kod stabilizacji
- kod rzędu granicy
- dodatkowe informacje.

Atrybuty punktu granicznego w PRG:
- geometria (punkt o współrzędnych prostokątnych płaskich)
- identyfikator PRG (idIIP)
- błąd położenia
- status punktu.